# Певзняк Павло Матвійович
Павло Матвійович (Фейфель Мордухович) Певзняк (квітень 1898, село Дудіно Мстиславського повіту Могильовської губернії, тепер Могильовської області, Республіка Білорусь — загинув 28 листопада 1942, «Севвостлаг» НКВС СРСР) — радянський партійний діяч, 1-й секретар Якутського обласного комітету ВКП(б). Депутат Верховної Ради СРСР 1-го скликання (1937—1939). Член Центральної Ревізійної Комісії ЦК ВКП(б) (1934—1939).

## Біографія
Народився в березні (квітні) 1898 року в родині службовця. У 1917 році закінчив чоловічу гімназію в місті Вязьмі Смоленської губернії.
Член РСДРП(б) з червня 1917 року.
У квітні 1917 — листопаді 1918 року — редактор газети «Товарищ» у місті Вязьмі Смоленської губернії.
У листопаді 1918 — березні 1921 року — секретар Вяземського повітового комітету РКП(б) Смоленської губернії.
У березні 1921 — серпні 1922 року — завідувач організаційно-інструкторського відділу Смоленського губернського комітету РКП(б).
У серпні 1922 — квітні 1925 року — інструктор Харківського губернського комітету КП(б)У.
У квітні 1925 — квітні 1927 року — завідувач відділу агітації і пропаганди Первомайського районного комітету КП(б)У міста Харкова.
У квітні 1927 — березні 1928 року — завідувач політпросвітвідділу Харківського окружного відділу народної освіти.
У березні 1928 — лютому 1929 року — завідувач організаційного відділу Харківської райспоживспілки.
У лютому 1929 — серпні 1930 року — відповідальний секретар Лозівського районного комітету КП(б)У Харківської округи.
У вересні 1930 — січні 1939 року — відповідальний секретар, 1-й секретар Якутського обласного комітету ВКП(б). Входив до складу особливої трійки, створеної за наказом НКВС СРСР від 30 липня 1937 року, брав активну участь у сталінських репресіях.
24 січня 1939 року рішенням бюро Якутського обкому ВКП(б) виключений із партії.
5 лютого 1939 року заарештований органами УДБ НКВС Якутської АРСР. Звинувачувався за статтями 58-1а, 58-2, 58-7, 58-8, 58-9, 58-11 КК РРФСР. Верховним судом Якутської АРСР засуджений до страти 28 травня 1940 року. 11 вересня 1940 ВКВС відмінив вирок і відправив справу на дорозслідування. Особливою нарадою при НКВС СРСР 17 травня 1941 року засуджений до 8 років виправно-трудових таборах.
Загинув 28 листопада 1942 року під час будівництва дороги Хандига — Магадан «Севвостоклаг»у НКВС СРСР.
Реабілітований 12 грудня 1955 року постановою Президії Верховного суду Якутської АРСР. Відновлений в КПРС постановою КПК при ЦК КПРС 7 лютого 1956 року.